# Peyriac-de-Mer
Peyriac-de-Mer es una localidad  y comuna francesa, situada en el departamento del Aude en la región administrativa de Languedoc-Rosellón y la región natural de Corbierès.
Sus habitantes reciben el gentilicio en francés Peyriacois.

## Cultura y productos
Es una comuna con grandes extensiones dedicadas al cultivo de cepas y vides,  es un centro de producción vinícola de vins de pays, equivalente a la categoría española de "vinos de la tierra" de la denominación de origen Vin de pays des Coteaux du Littoral Audois, establecida por Decreto 2000/848 del 1 de septiembre de 2000.

## Demografía
| 823 | 829 | 765 | 727 | 822 | 828 |
| Para los censos de 1962 a 1999 la población legal corresponde a la población sin duplicidades (Fuente: INSEE [Consultar]) |     |     |     |     |     |